# Jahdun-Lim

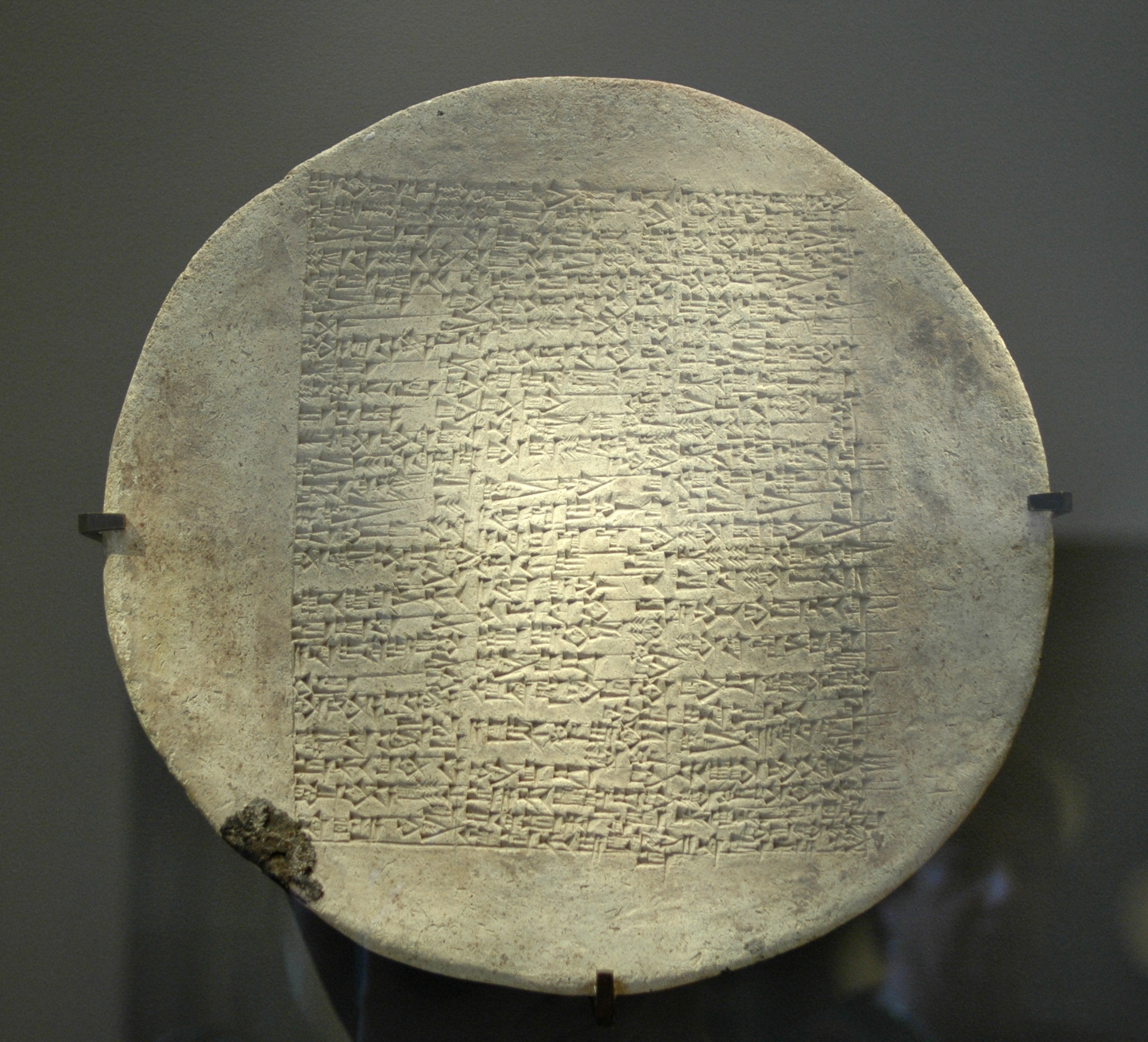
Terakotowy dysk z inskrypcją Jahdun-Lima, króla Mari; zbiory Luwru.

Jahdun-Lim – amorycki władca królestwa Mari (środkowy Eufrat), panujący u schyłku XIX w. p.n.e., syn i następca Jaggid-Lima.
Pierwszy amorycki władca Mari, który doprowadził je do znacznej potęgi. Podczas swoich wypraw wojskowych dotarł aż na wybrzeże Morza Śródziemnego i pobił innego Amorytę - Szamszi-Adada I, władcę Asyrii.
Jahdun-Lim rozbudował Mari m.in. wybudował wielką świątynię dla boga Szamasza, a także doprowadził do zastąpienia lokalnego dialektu bardziej uniwersalnym dialektem babilońskim, który od tej pory był używany przez skrybów w Mari. Przyczyniło się to do pewnego otwarcia na świat bardziej dotychczas zacofanego miasta-państwa.
Jahdun-Lim zmarł w niewyjaśnionych okolicznościach ok. 1798 r. p.n.e., otruty najprawdopodobniej przez wysłanników Szamszi-Adada I. Po śmierci Jahdun-Lima Mari dostało się pod kontrolę Asyrii i jego rola w regionie znacznie podupadła.